# 如履薄冰
《如履薄冰》（日语：氷の上に立つように）为小松未步的第六张单曲。

## 概要
自《唯一的祈愿》以来第三次为动画《名侦探柯南》演唱歌曲。自身销售数量第三位。作为购入特典装入了《名侦探柯南》背面的封面。

## 收录歌曲
1. 氷の上に立つように
  - 作詞・作曲:小松未歩 / 編曲:古井弘人

读卖电视台・日本电视台全国网动画《名侦探柯南》片尾曲。
动画片尾曲和原曲存在部分差异。
2. One Side Love
  - 作詞・作曲:小松未歩 / 編曲:古井弘人
3. 氷の上に立つように (original karaoke)
4. One Side Love (original karaoke)

## 收录专辑
- 小松未歩 2nd 〜未来〜（#1）
- THE BEST OF DETECTIVE CONAN 〜名探偵コナン テーマ曲集〜（#1）
- lyrics（#2）
- 小松未歩 ベスト 〜once more〜（#1）

| 动画《名侦探柯南》片尾曲 1998年7月13日 - 1999年1月18日 |                       |                                                  |
| 前作: 小松未步 《唯一的祈愿》                          | 小松未歩 《如履薄冰》 | 次作: Rumania Montevideo 《Still for your love》 |